# Saint-Laurent-des-Vignes
Saint-Laurent-des-Vignes é uma comuna francesa na região administrativa da Nova Aquitânia, no departamento Dordonha. Estende-se por uma área de 8,06 km². Em 2010 a comuna tinha 909 habitantes (densidade: 112,8 hab./km²).